# Aberto da Escócia de Snooker
O Scottish Open ou Aberto da Escócia, anteriormente conhecido como International Open, Matchroom Trophy e Players Championship, é um torneio profissional de snooker. O evento foi criado em 1981, teve alguns hiatos, e vem sendo realizado anualmente desde 2016 em Glasgow, maior cidade da Escócia, e atualmente faz parte do calendário do ranking mundial da categoria. É o terceiro torneio da série de eventos Home Nations, sendo imediatamente depois do English Open, Northern Ireland Open e antes do Welsh Open.
O atual campeão do torneio é o inglês Judd Trump.

## História

### International Open
O torneio começou em 1981 como International Open, mas não fazia parte do ranking mundial da categoria, sediado na Assembly Rooms em Derby, cidade do condado de Derbyshire, região leste da Inglaterra. Em sua segunda edição, em 1982, o torneio já como parte do calendário do ranking, foi o segundo evento do ranking após o campeonato mundial. Em 1983, passou a ser disputado na Eldon Square, em Newcastle, no condado metropolitano de Tyne and Wear, no nordeste da Inglaterra. Até 1984, o evento foi patrocinado pela Jameson Whiskey.

### Matchroom Trophy
Em 1985, o evento mudou-se para o Trentham Gardens em Stoke-on-Trent, cidade do condado de Staffordshire, na região de West Midlands, na Inglaterra, e foi renomeado para Matchroom Trophy devido ao patrocínio da Matchroom e Goya. O nome durou apenas uma edição, no ano seguinte voltou ao nome original e o patrocínio passou para a BCE (1986 e 1989) e a Fidelity Unit Trusts (1987 e 1988). Depois de 1989, o evento deixou de ser disputado por dois anos.

### International Open
O evento retornou na temporada de 1992–93, com o patrocínio da Sky Sports, canal de televisão por assinatura britânico. O evento foi transferido para a segunda metade da temporada e foi disputado no Plymouth Pavilions, arena multi-uso em Plymouth, no condado de Devon, no sudoeste da Inglaterra. O evento foi transferido novamente em 1994, desta vez para o Bournemouth International Centre (em tradução livre: Centro Internacional de Bournemouth), arena no sul da Inglaterra, em Bournemouth no condado de Dorset. Após um ano sem patrocínio, a Sweater Shop assumiu nas edições de 1995 e 1996. Em 1997, o evento foi transferido para o Aberdeen Exhibition Centre (em tradução livre: Centro de Exposições de Aberdeen) em Aberdeen na Escócia e foi patrocinado pela Highland Spring.

### Scottish Open
Em 1998, o evento foi rebatizado para Scottish Open, e foi patrocinado pela Imperial Tobacco, multinacional britânica do setor de cigarros, através de sua marca Regal, que também patrocinou o Scottish Masters e o Welsh Open. Em 2003, o evento foi transferido para o Royal Highland Centre, em Edimburgo na Escócia. Pela primeira vez em doze anos, nenhum dos jogadores do top 16 chegou à final.

### Players Championship
O evento foi renomeado para Players Championship em 2004, já que se tornou o evento final da LG Electronics Tour. O evento foi patrocinado pelo tabloide escocês Daily Record e realizado no SECC, maior centro de convenções da Escócia, localizado em Glasgow. Após o evento, a Sky decidiu não renovar seu contrato e, sem cobertura televisiva, o evento foi cancelado.

### Scottish Open
O evento foi adicionado novamente no calendário na temporada de 2012–13 como um torneio de menor categoria do ranking e ficou conhecido como Scottish Open (em tradução livre: Aberto da Escócia). Teve apenas uma edição que foi realizada em Ravenscraig como o quinto evento da European Tour (em tradução livre: turnê européia).

### Novo Scottish Open
Em 2015, Barry Hearn, presidente da World Snooker, anunciou que o torneio retornaria na temporada de 2016–17. O evento passa a ser realizado anualmente na cidade de Glasgow como parte dos eventos da Home Nations, série de torneios que ocorre nos quatro países do Reino Unido.
Na final de 2016, o honconguês Marco Fu levantou o troféu depois de vencer o escocês John Higgins por 9–4 na final, e em 2017, o australiano Neil Robertson venceu o chinês Cao Yupeng por 9–8 numa decisão dramática de 17 frames. Na edição de 2018, o norte-irlandês Mark Allen venceu o Stephen Hendry Trophy ao vencer o inglês Shaun Murphy por 9–7 na final. O inglês Mark Selby venceu o 19.com Scottish Open de 2019, batendo o compatriota Jack Lisowski por 9–6 na final. O evento decorreu de 9 a 15 de dezembro em Glasgow.

## Premiação
Atualmente, a premiação total do evento é 427 mil libras esterlinas, divididos da seguinte forma:
| Posição                                | Prêmio                    |
| -------------------------------------- | ------------------------- |
| Campeão                                | 080 000 libras esterlinas |
| Vice-campeão                           | 035 000 libras esterlinas |
| 3–4 (perdedores das semifinais)        | 017 500 libras esterlinas |
| 5–8 (perdedores das quartas de final)  | 011 000 libras esterlinas |
| 9–16 (perdedores das oitavas de final) | 007 500 libras esterlinas |
| 17–32 (últimos 32 colocados)           | 004 500 libras esterlinas |
| 33–64 (últimos 64 colocados)           | 003 000 libras esterlinas |
| Maior break                            | 005 000 libras esterlinas |
| Total                                  | 427 000 libras esterlinas |

## Edições
| Ano                                           | Campeão                                       | Vice-campeão                                  | Placar                                        | Local                                         | Temporada                                     | Ref.                                          |                                               |
| International Open (não pontuava pro ranking) | International Open (não pontuava pro ranking) | International Open (não pontuava pro ranking) | International Open (não pontuava pro ranking) | International Open (não pontuava pro ranking) | International Open (não pontuava pro ranking) | International Open (não pontuava pro ranking) | International Open (não pontuava pro ranking) |
| --------------------------------------------- | --------------------------------------------- | --------------------------------------------- | --------------------------------------------- | --------------------------------------------- | --------------------------------------------- | --------------------------------------------- | --------------------------------------------- |
| 1981                                          | Steve Davis                                   | Dennis Taylor                                 | 9–0                                           | Derby                                         | 1981–82                                       | [ 2 ] [ 10 ]                                  |                                               |
| International Open (ranking)                  |                                               |                                               |                                               |                                               |                                               |                                               |                                               |
| 1982                                          | Tony Knowles                                  | David Taylor                                  | 9–6                                           | Derby                                         | 1982–83                                       | [ 2 ] [ 10 ]                                  |                                               |
| 1983                                          | Steve Davis                                   | Cliff Thorburn                                | 9–4                                           | Newcastle upon Tyne                           | 1983–84                                       | [ 2 ] [ 10 ]                                  |                                               |
| 1984                                          | Steve Davis                                   | Tony Knowles                                  | 9–2                                           | Newcastle upon Tyne                           | 1984–85                                       | [ 2 ] [ 10 ]                                  |                                               |
| Matchroom Trophy (ranking)                    |                                               |                                               |                                               |                                               |                                               |                                               |                                               |
| 1985                                          | Cliff Thorburn                                | Jimmy White                                   | 12–10                                         | Stoke-on-Trent                                | 1985–86                                       | [ 2 ] [ 10 ]                                  |                                               |
| International Open (ranking)                  |                                               |                                               |                                               |                                               |                                               |                                               |                                               |
| 1986                                          | Neal Foulds                                   | Cliff Thorburn                                | 12–9                                          | Stoke-on-Trent                                | 1986–87                                       | [ 2 ] [ 10 ]                                  |                                               |
| 1987                                          | Steve Davis                                   | Cliff Thorburn                                | 12–5                                          | Stoke-on-Trent                                | 1987–88                                       | [ 2 ] [ 10 ]                                  |                                               |
| 1988                                          | Steve Davis                                   | Jimmy White                                   | 12–6                                          | Stoke-on-Trent                                | 1988–89                                       | [ 2 ] [ 10 ]                                  |                                               |
| 1989                                          | Steve Davis                                   | Stephen Hendry                                | 9–4                                           | Stoke-on-Trent                                | 1989–90                                       | [ 2 ] [ 10 ]                                  |                                               |
| 1993                                          | Stephen Hendry                                | Steve Davis                                   | 10–6                                          | Plymouth                                      | 1992–93                                       | [ 2 ] [ 10 ]                                  |                                               |
| 1994                                          | John Parrott                                  | James Wattana                                 | 9–5                                           | Bournemouth                                   | 1993–94                                       | [ 2 ] [ 10 ]                                  |                                               |
| 1995                                          | John Higgins                                  | Steve Davis                                   | 9–5                                           | Bournemouth                                   | 1994–95                                       | [ 2 ] [ 10 ]                                  |                                               |
| 1996                                          | John Higgins                                  | Rod Lawler                                    | 9–3                                           | Swindon                                       | 1995–96                                       | [ 2 ] [ 10 ]                                  |                                               |
| 1997                                          | Stephen Hendry                                | Tony Drago                                    | 9–1                                           | Aberdeen                                      | 1996–97                                       | [ 2 ] [ 10 ]                                  |                                               |
| Scottish Open (ranking)                       |                                               |                                               |                                               |                                               |                                               |                                               |                                               |
| 1998                                          | Ronnie O'Sullivan                             | John Higgins                                  | 9–5                                           | Aberdeen                                      | 1997–98                                       | [ 3 ] [ 10 ]                                  |                                               |
| 1999                                          | Stephen Hendry                                | Graeme Dott                                   | 9–1                                           | Aberdeen                                      | 1998–99                                       | [ 3 ] [ 10 ]                                  |                                               |
| 2000                                          | Ronnie O'Sullivan                             | Mark Williams                                 | 9–1                                           | Aberdeen                                      | 1999–2000                                     | [ 3 ] [ 10 ]                                  |                                               |
| 2001                                          | Peter Ebdon                                   | Ken Doherty                                   | 9–7                                           | Aberdeen                                      | 2000–01                                       | [ 3 ] [ 10 ]                                  |                                               |
| 2002                                          | Stephen Lee                                   | David Gray                                    | 9–2                                           | Aberdeen                                      | 2001–02                                       | [ 3 ] [ 10 ]                                  |                                               |
| 2003                                          | David Gray                                    | Mark Selby                                    | 9–7                                           | Edinburgh                                     | 2002–03                                       | [ 3 ] [ 10 ]                                  |                                               |
| Players Championship (ranking)                |                                               |                                               |                                               |                                               |                                               |                                               |                                               |
| 2004                                          | Jimmy White                                   | Paul Hunter                                   | 9–7                                           | Glasgow                                       | 2003–04                                       | [ 4 ]                                         |                                               |
| Scottish Open (evento menor do ranking)       |                                               |                                               |                                               |                                               |                                               |                                               |                                               |
| 2012                                          | Ding Junhui                                   | Anthony McGill                                | 4–2                                           | Ravenscraig                                   | 2012–13                                       | [ 4 ] [ 11 ]                                  |                                               |
| Scottish Open (ranking)                       |                                               |                                               |                                               |                                               |                                               |                                               |                                               |
| 2016                                          | Marco Fu                                      | John Higgins                                  | 9–4                                           | Glasgow                                       | 2016–17                                       | [ 4 ] [ 12 ]                                  |                                               |
| 2017                                          | Neil Robertson                                | Cao Yupeng                                    | 9–8                                           | Glasgow                                       | 2017–18                                       | [ 4 ] [ 13 ]                                  |                                               |
| 2018                                          | Mark Allen                                    | Shaun Murphy                                  | 9–7                                           | Glasgow                                       | 2018–19                                       | [ 4 ] [ 14 ]                                  |                                               |
| 2019                                          | Mark Selby                                    | Jack Lisowski                                 | 9–6                                           | Glasgow                                       | 2019–20                                       | [ 4 ]                                         |                                               |
| 2020                                          | Mark Selby                                    | Ronnie O'Sullivan                             | 9–3                                           | Milton Keynes                                 | 2020–21                                       |                                               |                                               |
| 2021                                          | Luca Brecel                                   | John Higgins                                  | 9–5                                           | Llandudno                                     | 2021–22                                       |                                               |                                               |
| 2022                                          | Gary Wilson                                   | Joe O'Connor                                  | 9–2                                           | Edimburgo                                     | 2022–23                                       |                                               |                                               |

### Títulos por jogador
| Jogador           | Título(s) | Vice(s) | Ano(s) do(s) título(s)             | Ano(s) do(s) vice(s) |
| ----------------- | --------- | ------- | ---------------------------------- | -------------------- |
| Steve Davis       | 6         | 2       | 1981, 1983, 1984, 1987, 1988, 1989 | 1993, 1995           |
| Stephen Hendry    | 3         | 1       | 1993, 1997, 1999                   | 1989                 |
| John Higgins      | 2         | 3       | 1995, 1996                         | 1998, 2016, 2021     |
| Mark Selby        | 2         | 1       | 2019, 2020                         | 2003                 |
| Ronnie O'Sullivan | 2         | 1       | 1998, 2000                         | 2020                 |
| Cliff Thorburn    | 1         | 3       | 1985                               | 1983, 1986, 1987     |
| Jimmy White       | 1         | 2       | 2004                               | 1985, 1988           |
| Tony Knowles      | 1         | 1       | 1982                               | 1984                 |
| David Gray        | 1         | 1       | 2003                               | 2002                 |
| Neal Foulds       | 1         | 0       | 1986                               |                      |
| John Parrott      | 1         | 0       | 1994                               |                      |
| Peter Ebdon       | 1         | 0       | 2001                               |                      |
| Stephen Lee       | 1         | 0       | 2002                               |                      |
| Ding Junhui       | 1         | 0       | 2012                               |                      |
| Marco Fu          | 1         | 0       | 2016                               |                      |
| Neil Robertson    | 1         | 0       | 2017                               |                      |
| Mark Allen        | 1         | 0       | 2018                               |                      |
| Luca Brecel       | 1         | 0       | 2021                               |                      |
| Gary Wilson       | 1         | 0       | 2022                               |                      |
| Dennis Taylor     | 0         | 1       |                                    | 1981                 |
| David Taylor      | 0         | 1       |                                    | 1982                 |
| James Wattana     | 0         | 1       |                                    | 1994                 |
| Rod Lawler        | 0         | 1       |                                    | 1996                 |
| Tony Drago        | 0         | 1       |                                    | 1997                 |
| Graeme Dott       | 0         | 1       |                                    | 1999                 |
| Mark Williams     | 0         | 1       |                                    | 2000                 |
| Ken Doherty       | 0         | 1       |                                    | 2001                 |
| Paul Hunter       | 0         | 1       |                                    | 2004                 |
| Anthony McGill    | 0         | 1       |                                    | 2012                 |
| Cao Yupeng        | 0         | 1       |                                    | 2017                 |
| Shaun Murphy      | 0         | 1       |                                    | 2018                 |
| Jack Lisowski     | 0         | 1       |                                    | 2019                 |
| Joe O'Connor      | 0         | 1       | 2022                               |                      |

### Títulos por país
| País             | Título(s) | Vice(s) | Jogador(es) campeão(ões) |
| ---------------- | --------- | ------- | --- |
| Inglaterra       | 18        | 14      | Steve Davis (6), Ronnie O'Sullivan (2), Mark Selby (2), Jimmy White (1), Tony Knowles (1), David Gray (1), Neal Foulds (1), John Parrott (1), Peter Ebdon (1), Stephen Lee (1), Gary Wilson (1) |
| Escócia          | 5         | 6       | Stephen Hendry (3), John Higgins (2) |
| Canadá           | 1         | 3       | Cliff Thorburn |
| China            | 1         | 1       | Ding Junhui |
| Irlanda do Norte | 1         | 1       | Mark Allen |
| Austrália        | 1         | 0       | Neil Robertson |
| Hong Kong        | 1         | 0       | Marco Fu |
| Bélgica          | 1         | 0       | Luca Brecel |
| Irlanda          | 0         | 1       | |
| Malta            | 0         | 1       | |
| País de Gales    | 0         | 1       | |
| Tailândia        | 0         | 1       | |